# Phyllanthus ekmanii
Phyllanthus ekmanii är en emblikaväxtart som beskrevs av Grady Linder Webster. Phyllanthus ekmanii ingår i släktet Phyllanthus och familjen emblikaväxter. Inga underarter finns listade i Catalogue of Life.